# Thomas Kirnbauer
Thomas Kirnbauer (* 1957 in Wiesbaden) ist ein deutscher Geologe. Seine Fachgebiete sind die Lagerstättenkunde und die Regionale Geologie.

## Leben

### Ausbildung
Kirnbauer legte sein Abitur am Naturwissenschaftlichen Zweig des Kaiserin-Friedrich-Gymnasiums in Bad Homburg v.d.Höhe ab. Er studierte von 1976 bis 1982 Geologie am Geologisch-Paläontologischen Institut der Albert-Ludwigs-Universität Freiburg i.Brsg. Diplomkartierung und -arbeit führten ihn in die Sierra de Cantabria in Nordspanien, wo er sich in der Karbonatsedimentologie und der Salztektonik (Salinartektonik) spezialisierte und die Entwicklungsgeschichte eines Salzstockes rekonstruierte. 1988 absolvierte er eine einjährige Zusatzausbildung zum Organisationsprogrammierer bei der Nixdorf Computer AG, Freiburg.

### Wissenschaftlicher Werdegang
1982–1983 begann er seinen wissenschaftlichen Werdegang als Mitarbeiter in einem Forschungsprojekt zum Hunsrückschiefer. Seine Promotion, welche von der Studienstiftung des deutschen Volkes mit einem Stipendium gefördert wurde, führte ihn 1983–1986 in das Rheinische Schiefergebirge, wo er unterdevonische Turbidite erforschte. Der Schwerpunkt der Arbeiten lag in den Gebieten der Petrographie und Geochemie. 1987 schloss er seine Promotion zu „Geologie, Petrographie und Geochemie der Pyroklastika des Unteren Ems/Unter-Devon (Porphyroide) im südlichen Rheinischen Schiefergebirge“ mit dem Titel Dr. rer. nat. ab.
Nach einer einjährigen Beschäftigung 1987 als Leiter der Abteilung Mineralogie/Petrographie der Firma Rheinisches Mineralien-Kontor KG (Bonn) und einer einjährigen EDV-Ausbildung (1988) war er als Informatiker in der Schweiz (1989–1992) tätig. 1992 wechselte er als Leiter des EDV-Dezernats in das Hessische Landesamt für Bodenforschung in Wiesbaden (heute: Hessisches Landesamt für Naturschutz, Umwelt und Geologie). 1994 bis 2002 war er in dieser Behörde als Rohstoffgeologe tätig und wurde 1998 verbeamtet. 2002 schied er aus dem Beamtenverhältnis aus, da er auf die Professur für Lagerstätten der Steine und Erden – Mineralische Baustoffe an der privaten Technischen Fachhochschule Georg Agricola zu Bochum (heute: Technische Hochschule Georg Agricola) berufen wurde. In dieser Stellung war er bis August 2023 tätig. Seit September 2023 ist er „associated scientist“ am Institut für Geologie, Mineralogie und Geophysik der Ruhr-Universität Bochum (RUB).
Projekte mit Schwerpunkten in der Geländearbeit und geologische Untersuchungen von Lagerstätten in Algerien, Australien, Belgien, Bulgarien, Chile, Deutschland, Jemen, Österreich, Rumänien, Russland, Slowakei, Spanien, Südafrika, Thailand, Ukraine und Ungarn ermöglichten Kirnbauer, vielfältige Regionen dieser Erde zu erforschen.

### Kooperationen
Kirnbauer kooperierte im Laufe seines wissenschaftlichen Werdegangs mit zahlreichen in- und ausländischen Firmen der Steine-und-Erden-Industrie, mit Mitgliedern von Hochschulen und außeruniversitären Forschungseinrichtungen wie der RWTH Aachen, Deutsches Bergbau-Museum Bochum, TU Darmstadt, Universität Göttingen, Universität Hannover, Universität Heidelberg, Universität Tübingen, University of Leicester (UK), Montanuniversität Leoben (Österreich), Universität Milton Keynes (UK), ETH Zürich (Schweiz). Seit seiner Berufung nach Bochum intensivierte er die Zusammenarbeit mit Geologen, Mineralogen, Archäologen und Historikern des Deutschen Bergbau-Museums Bochum, was seinen Niederschlag in gemeinsamen Projekten, Publikationen und in der Ausbildung fand.

## Lehr- und Forschungsschwerpunkte
Während seiner aktiven Zeit war Kirnbauer an der Technischen Hochschule Georg Agricola, Bochum lehrend und forschend tätig. Schwerpunkte seiner Lehre waren: Geologie, Lagerstätten der Steine und Erden, Industrieminerale, Lagerstätten der Metallrohstoffe, Salzgesteine, fossile Energierohstoffe und Mineralische Baustoffe. Seine Forschungsinteressen liegen auf den Gebieten der Regionalen Geologie (Rheinisches Schiefergebirge, Oberrheingraben), hydrothermale Mineralisationen und Erzlagerstätten, rezente hydrothermale Systeme sowie Naturwerksteine.

## Mitgliedschaften, Geowissenschaftliche Öffentlichkeitsarbeit
Kirnbauer sah sich an der Technischen Hochschule Georg Agricola in der Tradition der Westfälischen Berggewerkschaftskasse (WBK) und seiner Vorgänger, z. B. Paul Kukuk und Carl Hahne, denen die Regionale Geologie und die Kommunikation geowissenschaftlicher Themen ebenfalls sehr am Herzen lagen. Dieses Verständnis kommt in seiner Mitarbeit in zahlreichen Gesellschaften und Vereinigungen zum Ausdruck:
- Nationaler GeoPark Ruhrgebiet, Essen (Erster Beiratsvorsitzender 2006–2016)[6]
- Nationaler Geopark Westerwald – Lahn – Taunus, Weilburg (Mitglied des wissenschaftlichen Beirates seit 2010)[7]
- Berufsverband Deutscher Geowissenschaftler (BDG), Bonn
- Deutsche Geologische Gesellschaft – Geologische Vereinigung (DGGV), Hannover
- Deutsche Mineralogische Gesellschaft (DMG), Bonn (1999–2022)
- Deutsche Vulkanologische Gesellschaft (DVG), Mendig (Mitglied des Wissenschaftlichen Beirates 2016–2019)
- Netzwerk „Steine in der Stadt“, Berlin (Mitglied der Koordinationsgruppe)[8]
- Ring Deutscher Bergingenieure (RDB), Essen (Mitglied im „Ausschuss für Ingenieurfragen und Fortbildung“ 2006–2014, Mitglied des Redaktionsbeirats der Zeitschrift „bergbau“ 2006–2017);
- Vereinigung der Freunde der Mineralogie und Geologie (VFMG), Heidelberg[9]
- Vereinigung der Freunde von Kunst und Kultur im Bergbau (VFKK), Bochum[10]
- Wilhelm-Mommertz-Stiftung (Mitglied des Vorstandes seit 2016)[11]
- Essener Gesellschaft für Geographie und Geologie, Essen[12]
- Gesellschaft für Geographie und Geologie (GGG) Bochum (Mitglied des Beirates 2014–2022)[13]
- Nassauischer Verein für Naturkunde (NVN), Wiesbaden (Stellvertretender Vorsitzender 1997–2000)
- Naturhistorischer Verein der Rheinlande und Westfalen (NHV), Bonn
- Oberrheinischer Geologischer Verein – Gesellschaft für Regionale Geologie (OGV), Karlsruhe (Mitglied des Vorstandes 2010–2016)
- Pollichia – Verein für Naturforschung, Naturschutz und Umweltbildung, Bad Dürkheim[14]
- Rheinische Naturforschende Gesellschaft (RNG), Mainz[15]
- Lahn-Marmor-Museum e.V. (LMM), Villmar (Mitglied des Kuratoriums 1997–2016)[16]
- Wetterauische Gesellschaft für die gesamte Naturkunde zu Hanau[17]

Kirnbauer war von 2010 bis 2016 Schriftleiter der „Jahresberichte und Mitteilungen des Oberrheinischen Geologischen Vereins“. Seit 2016 ist er im Editorial Board der Zeitschrift „Metalla“, seit 2022 ist er Associate Editor der Zeitschrift „Geochemistry“.

## Schriften
- Geologie, Petrographie und Geochemie der Pyroklastika des Unteren Ems/Unter-Devon (Porphyroide) im südlichen Rheinischen Schiefergebirge. (= Geol. Abh. Hessen. Band 92). Wiesbaden 1991, OCLC 25599908.
- T. Kirnbauer (Hrsg.): Geologie und hydrothermale Mineralisationen im rechtsrheinischen Schiefergebirge. Wiesbaden 1998, ISBN 3-00-003218-5.
- T. Kirnbauer, W. Rosendahl, V. Wrede (Hrsg.): Geologische Exkursionen in den Nationalen GeoPark Ruhrgebiet. Essen 2008, ISBN 978-3-00-023703-4. (GeoPark Ruhrgebiet).
- Weitere Schriften hier.